# 실종자 (북아일랜드)
실종자(The Disappeared)란 북아일랜드 분쟁 당시 아무도 모르게 유괴, 살해당하여 암매장된 사람들을 말한다. 희생자유해위치파악을 위한 독립위원회(ICLVR)이 시체를 찾고 있으며, 책임자는 법고고학자 존 맥클웨인(John McIlwaine)이다.
북아일랜드 분쟁 당시 열여섯 명의 사람들이 공화파에게 납치당한 것으로 생각된다. 아일랜드 공화국군 임시파(PIRA)는 열여섯 명 중 아홉 명(에이먼 몰로이, 세이머스 라이트, 케빈 맥키, 진 맥컨빌, 컬럼바 맥베히, 브랜던 맥그로우, 존 맥클로리, 브라이언 맥키니, 대니 맥클런)의 실종에 자신들이 관여했음을 인정했다. PIRA는 희생자들의 시체의 위치를 정확히 아는 것은 자신들 뿐이지만, 나머지 여덟 명에 대해서는 모른다고 했다. 2013년 11월 현재 7구의 시체가 발견되었다. 개러스 오코너는 벨파스트 협정 이후 IRA에게 살해당한 것으로 보인다.
또 다른 희생자 리사 도리언은 왕당파에게 살해당한 것으로 생각된다. 그녀까지 포함해서 실종자의 수는 모두 열여덟이다.

## 실종자 목록
| 성명                             | 실종위치                | 연령 | 실종시기 | 시체 발견 시기     | 용의자 | 주석                       |
| -------------------------------- | ----------------------- | ---- | -------- | ------------------ | ------ | -------------------------- |
| 찰스 암스트롱(Charles Armstrong) | 북아일랜드 크로스마글렌 | 57   | 1981년   | 2010년             | 공화파 | [ 12 ]                     |
| 리사 도리언(Lisa Dorrian)        | 북아일랜드 발리헐버트   | 25   | 2005년   | 아직 발견되지 않음 | 왕당파 | [ 13 ]                     |
| 제러드 에번스(Gerard Evans)      | 아일랜드 모나간         | 24   | 1979년   | 2010년             | 공화파 | [ 12 ]                     |
| 조 린스키(Joe Lynskey)           | 북아일랜드 벨파스트     |      | 1972년   | 아직 발견되지 않음 | 공화파 | [ 9 ] [ 14 ] [ 15 ] [ 16 ] |
| 존 맥클로리(John McClory)        | 북아일랜드 벨파스트     | 17   | 1978년   | 1999년             | 공화파 | [ 9 ] [ 17 ]               |
| 진 맥컨빌(Jean McConville)       | 북아일랜드 벨파스트     | 38   | 1972년   | 2003년             | 공화파 | [ 9 ] [ 18 ]               |
| 브랜던 메그로우(Brendan Megraw)  | 북아일랜드 벨파스트     | 24   | 1978년   | 2014년             | 공화파 | [ 9 ] [ 19 ]               |
| 대니 매클런(Danny McIlhone)      |                         |      | 1981년   | 2008년             | 공화파 | [ 9 ] [ 20 ]               |
| 케빈 맥키(Kevin McKee)           | 북아일랜드 아마 남부    |      | 1972년   | 아직 발견되지 않음 | 공화파 | [ 9 ] [ 21 ]               |
| 브라이언 맥키니(Brian McKinney)  | 북아일랜드 벨파스트     | 22   | 1978년   | 1999년             | 공화파 | [ 9 ] [ 22 ]               |
| 컬럼바 맥바이그(Columba McVeigh) | 아일랜드 더블린         | 19   | 1975년   | 아직 발견되지 않음 | 공화파 | [ 9 ] [ 23 ] [ 24 ]        |
| 에이먼 몰로이(Eamon Molloy)      | 북아일랜드 벨파스트     | 22   | 1975년   | 1999년             | 공화파 | [ 9 ] [ 25 ] [ 26 ]        |
| 로버트 네이랙(Robert Nairac)     | 북아일랜드 드로민티     | 29   | 1977년   | 아직 발견되지 않음 | 공화파 | [ 9 ] [ 27 ]               |
| 개러스 오코너(Gareth O'Connor)   | 북아일랜드 뉴타운해밀턴 | 24   | 2003년   | 2005년             | 공화파 | [ 10 ]                     |
| 세이머스 러디(Seamus Ruddy)      | 프랑스 파리             | 32   | 1985년   | 아직 발견되지 않음 | 공화파 | [ 9 ] [ 28 ]               |
| 유진 사이먼스(Eugene Simons)     | 북아일랜드 캐슬웰런     | 26   | 1981년   | 1984년             | 공화파 | [ 9 ]                      |
| 피터 윌슨(Peter Wilson)          | 북아일랜드 벨파스트     | 21   | 1973년   | 2010년             | 공화파 | [ 9 ] [ 29 ] [ 30 ] [ 31 ] |
| 세이머스 라이트(Seamus Wright)   | 북아일랜드 아마 남부    |      | 1972년   | 아직 발견되지 않음 | 공화파 | [ 9 ] [ 21 ]               |